# Klášterce
Klášterce jsou přírodní památka mezi obcemi Lomnice a Synalov v okrese Brno-venkov. Důvodem ochrany je přirozený dubový porost s bohatým bylinným patrem.